# کائینانتو
کائینانتو یکی از شهرهای استان ارتفاعات شرقی، واقع در کشور پاپوآ گینه نو است.

## نگارخانه

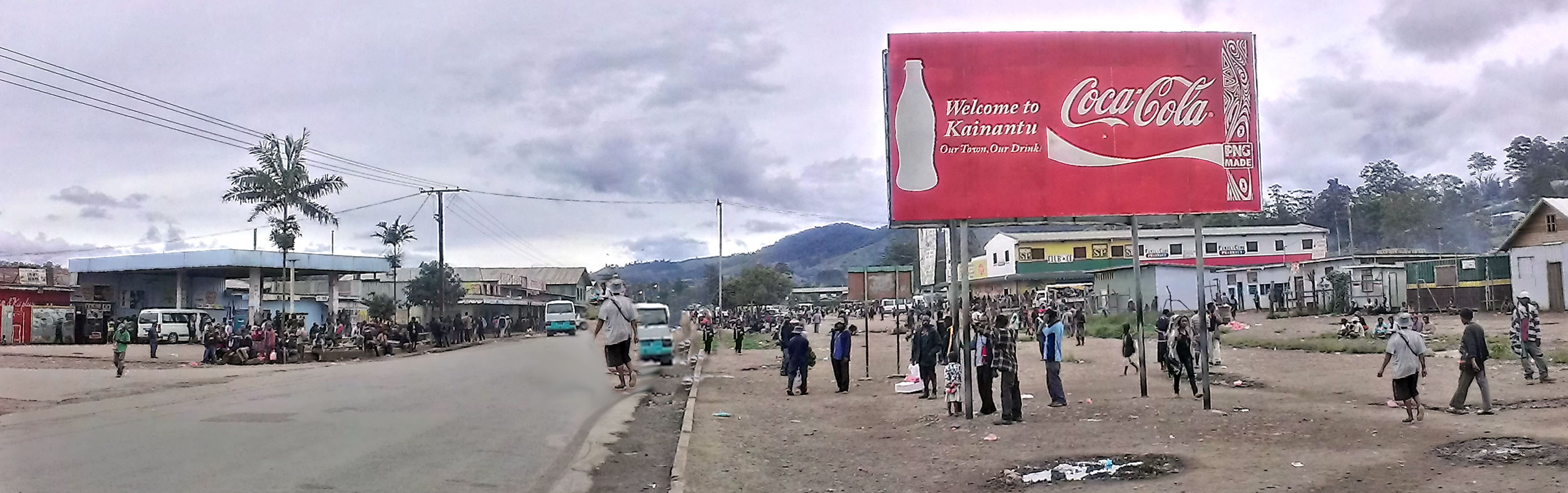
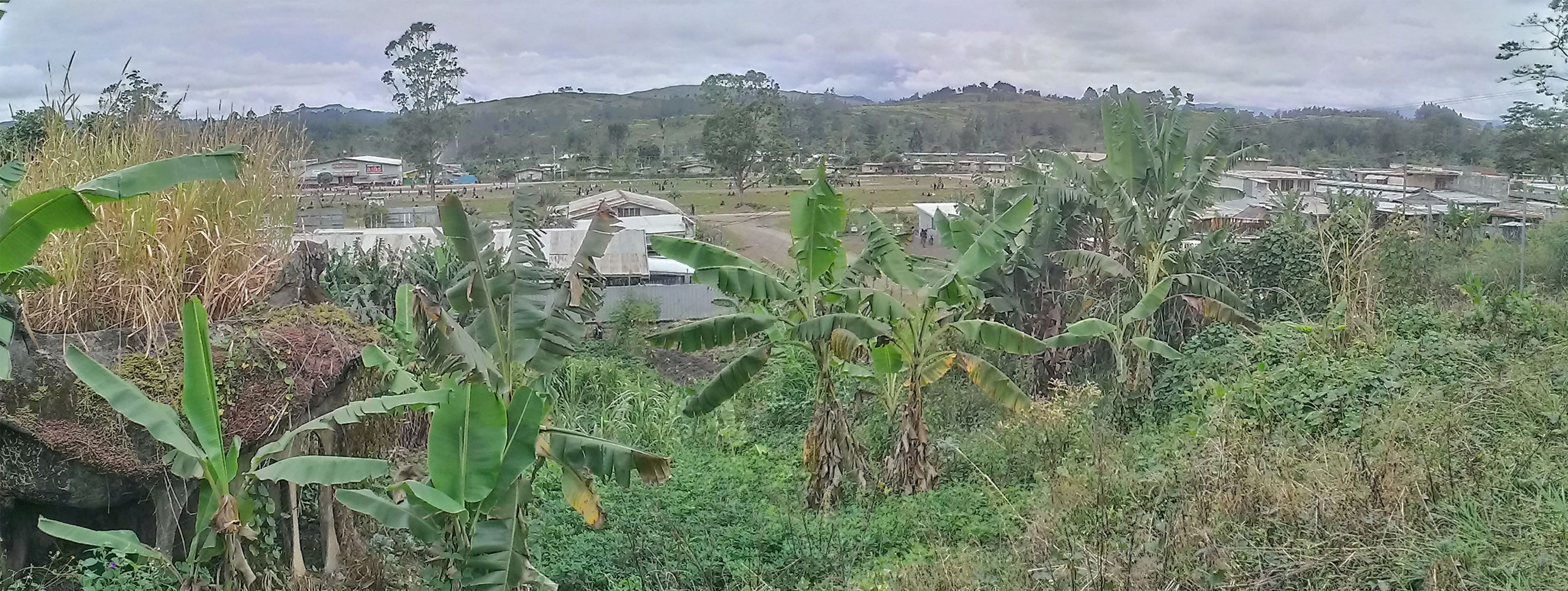
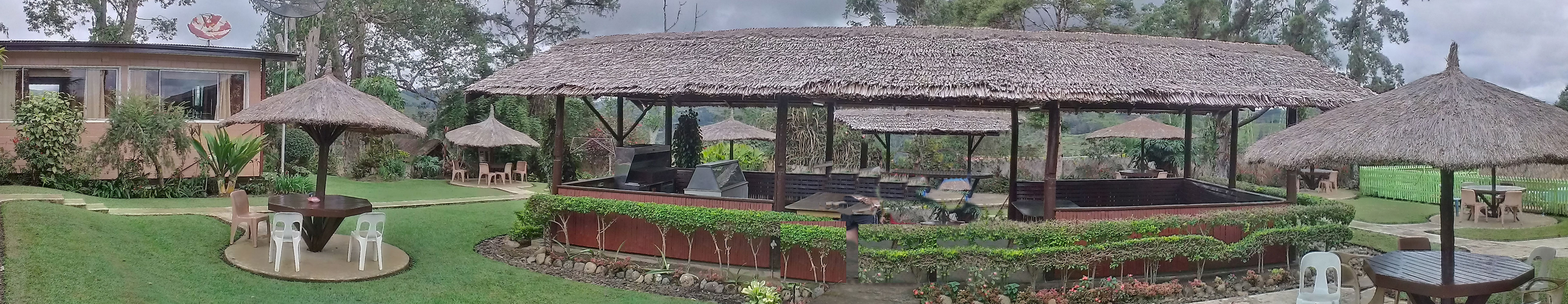
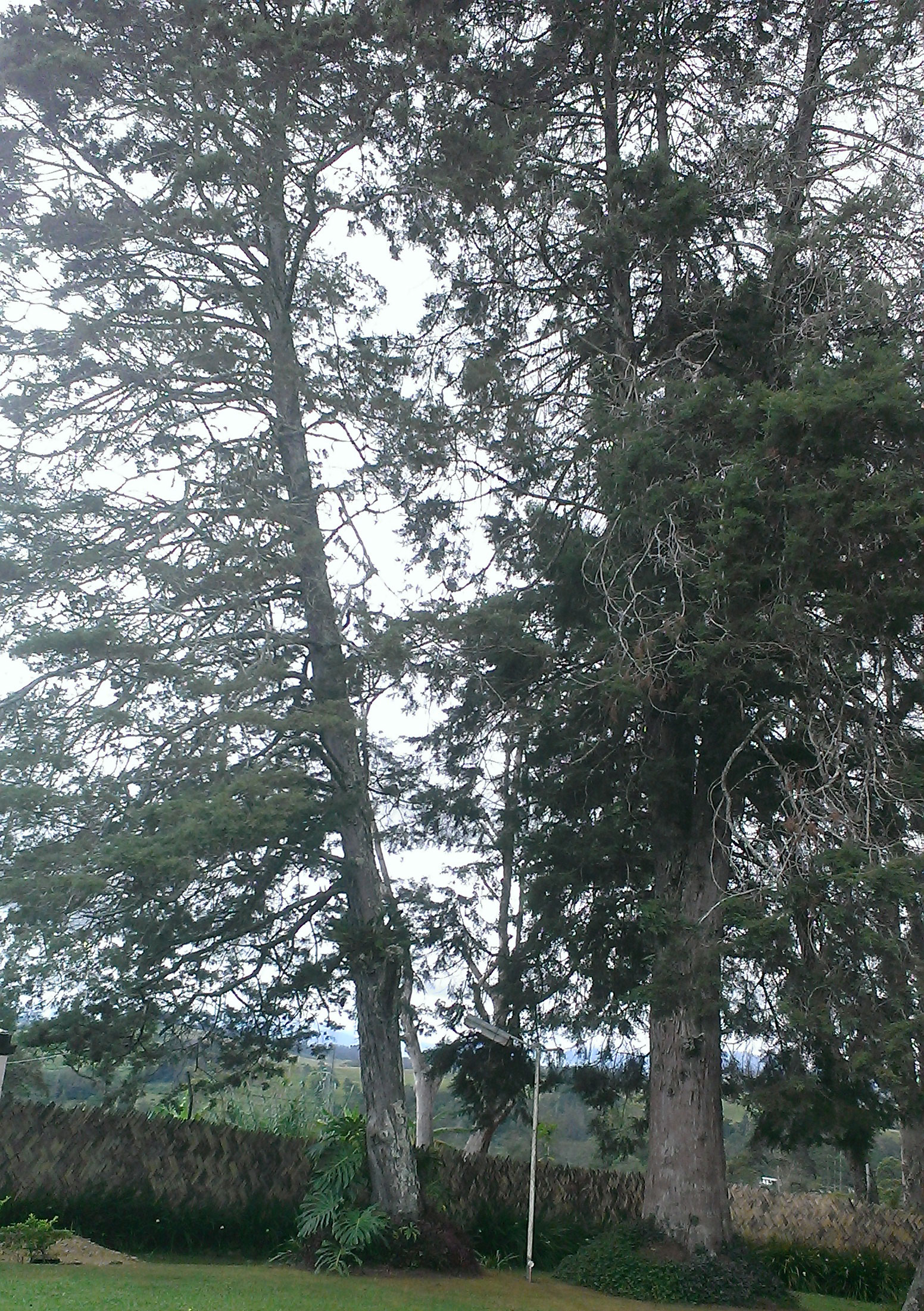
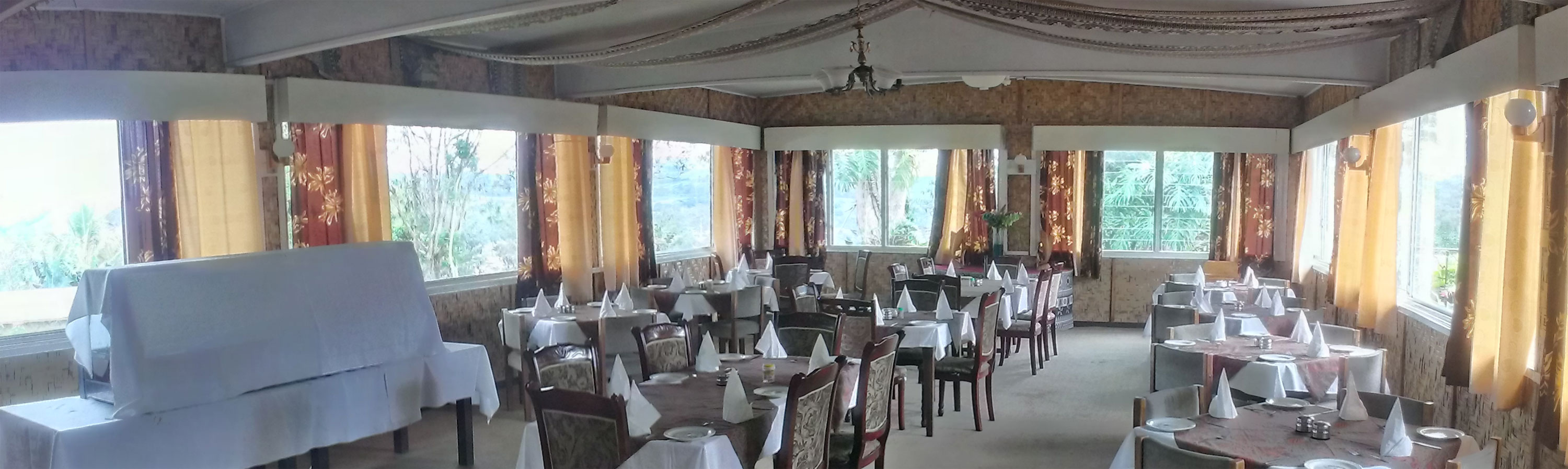
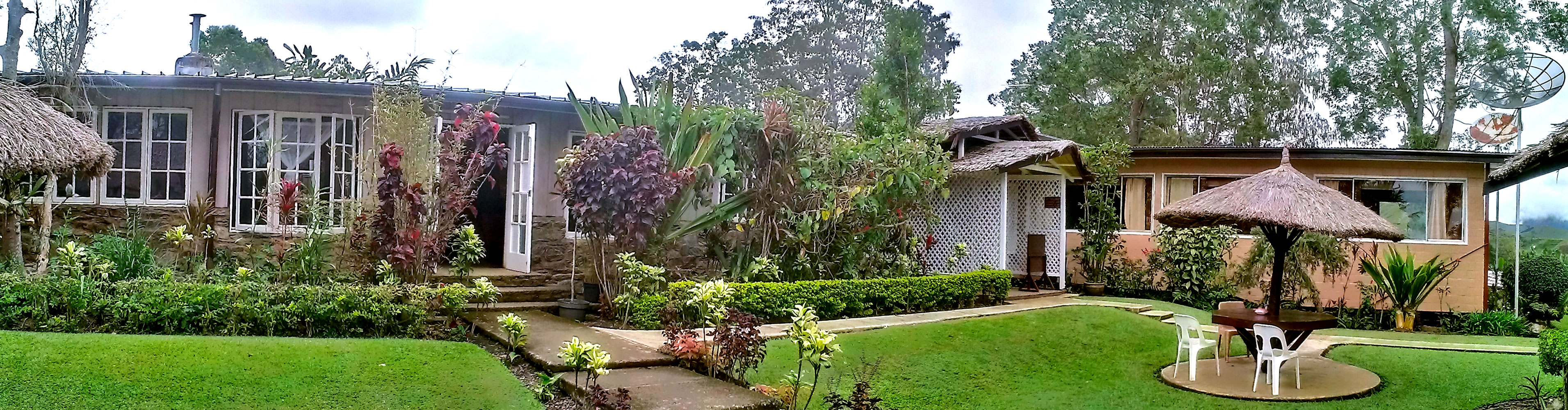
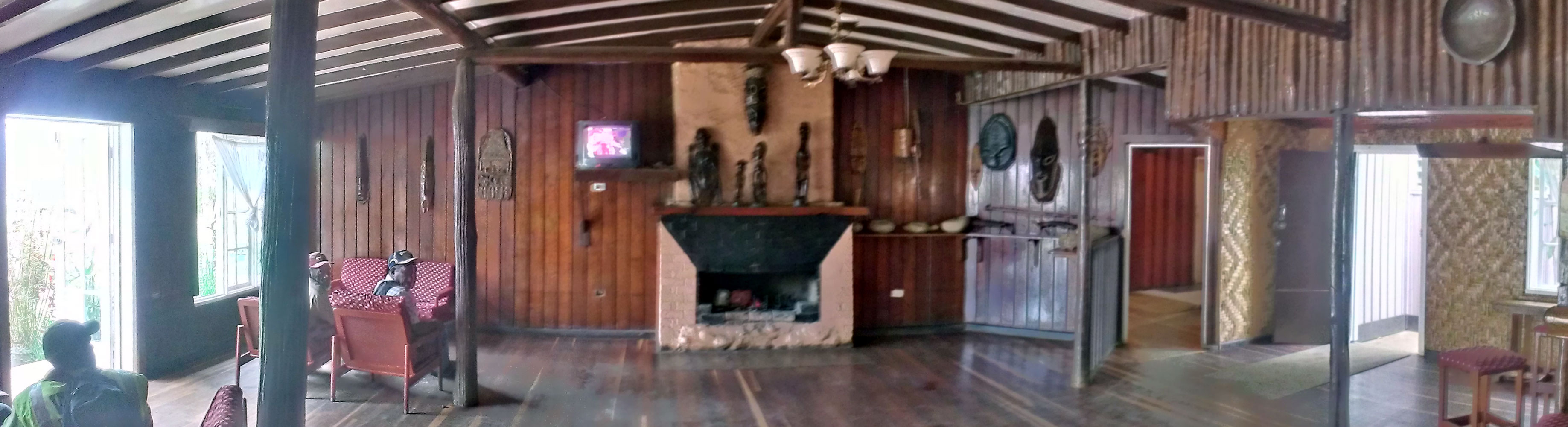
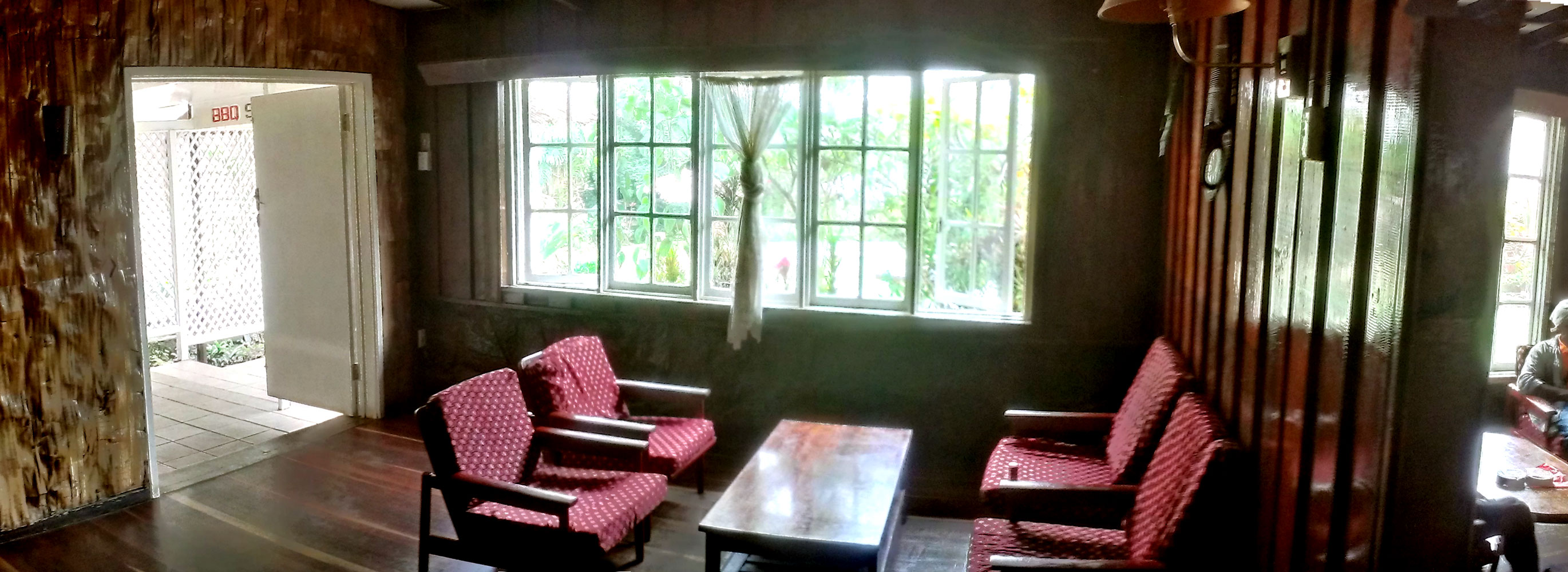
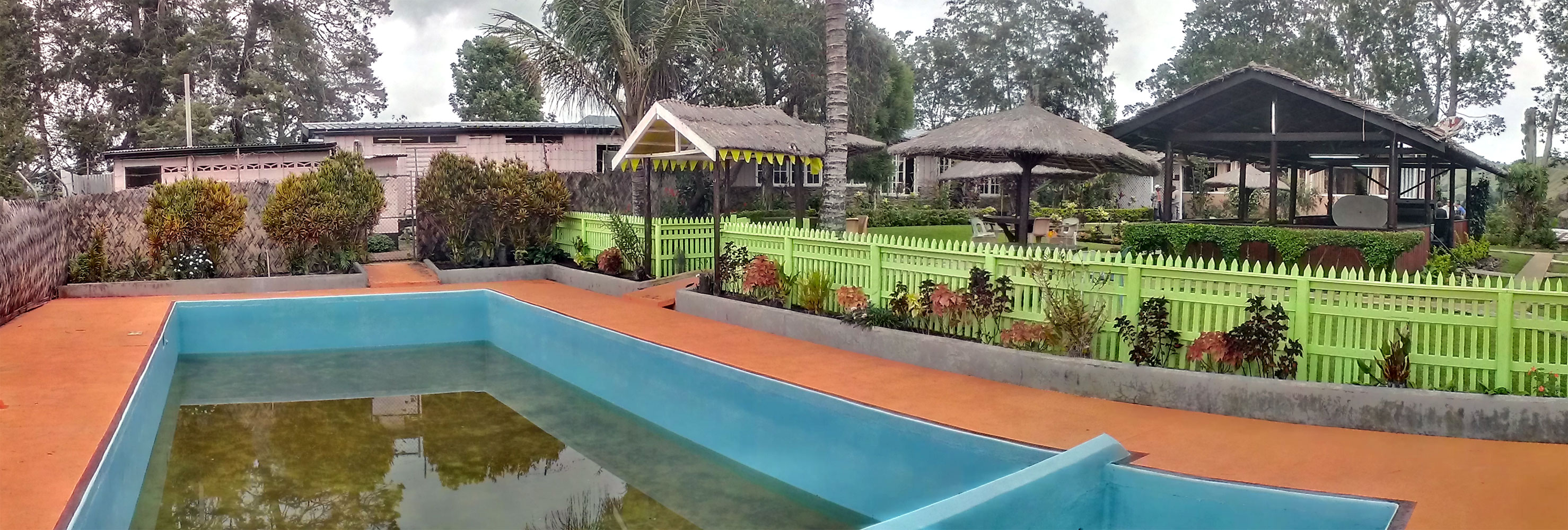
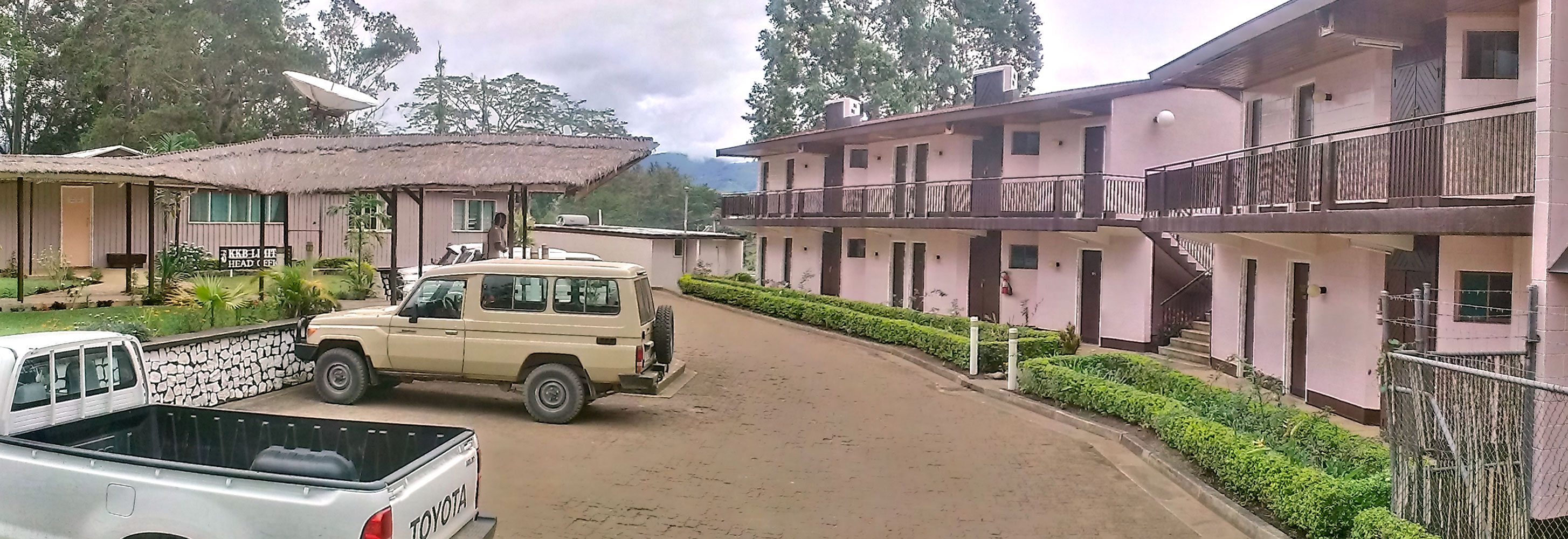
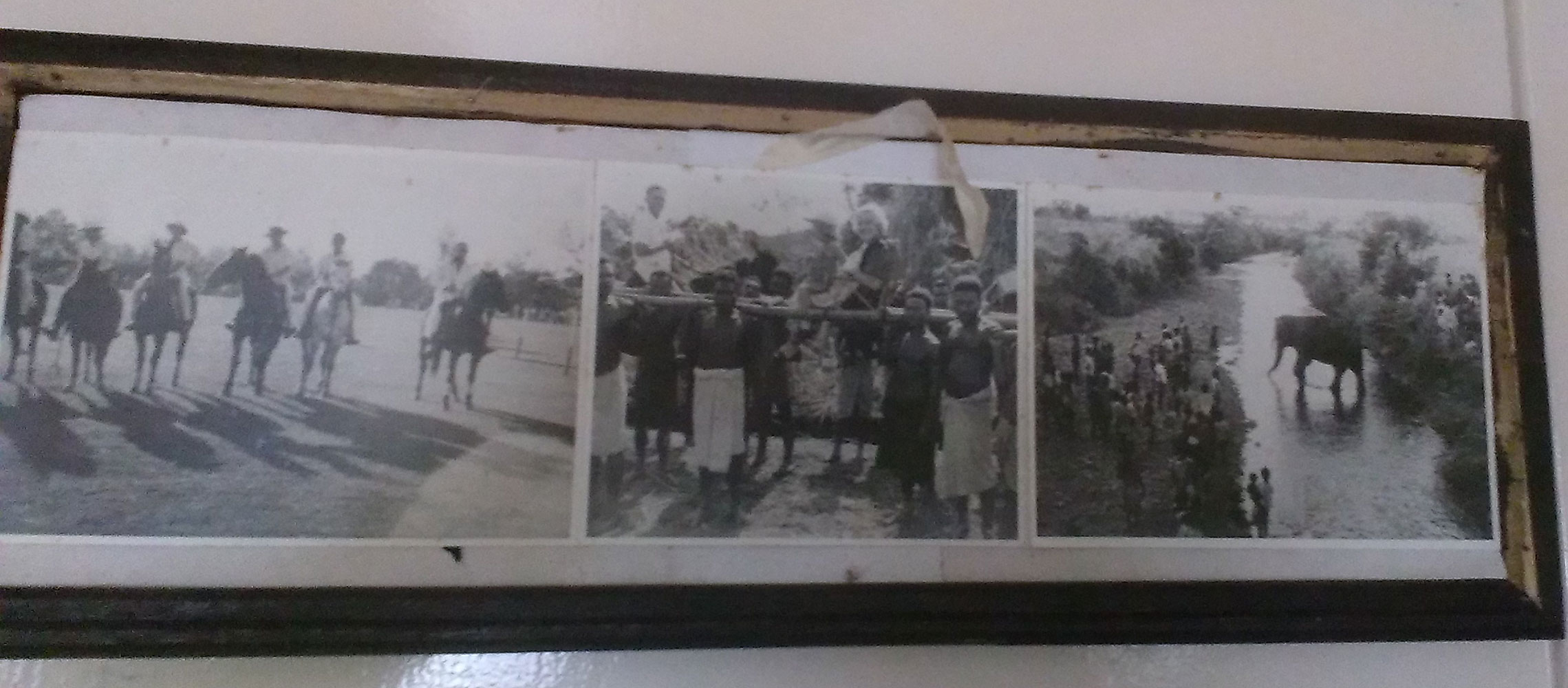
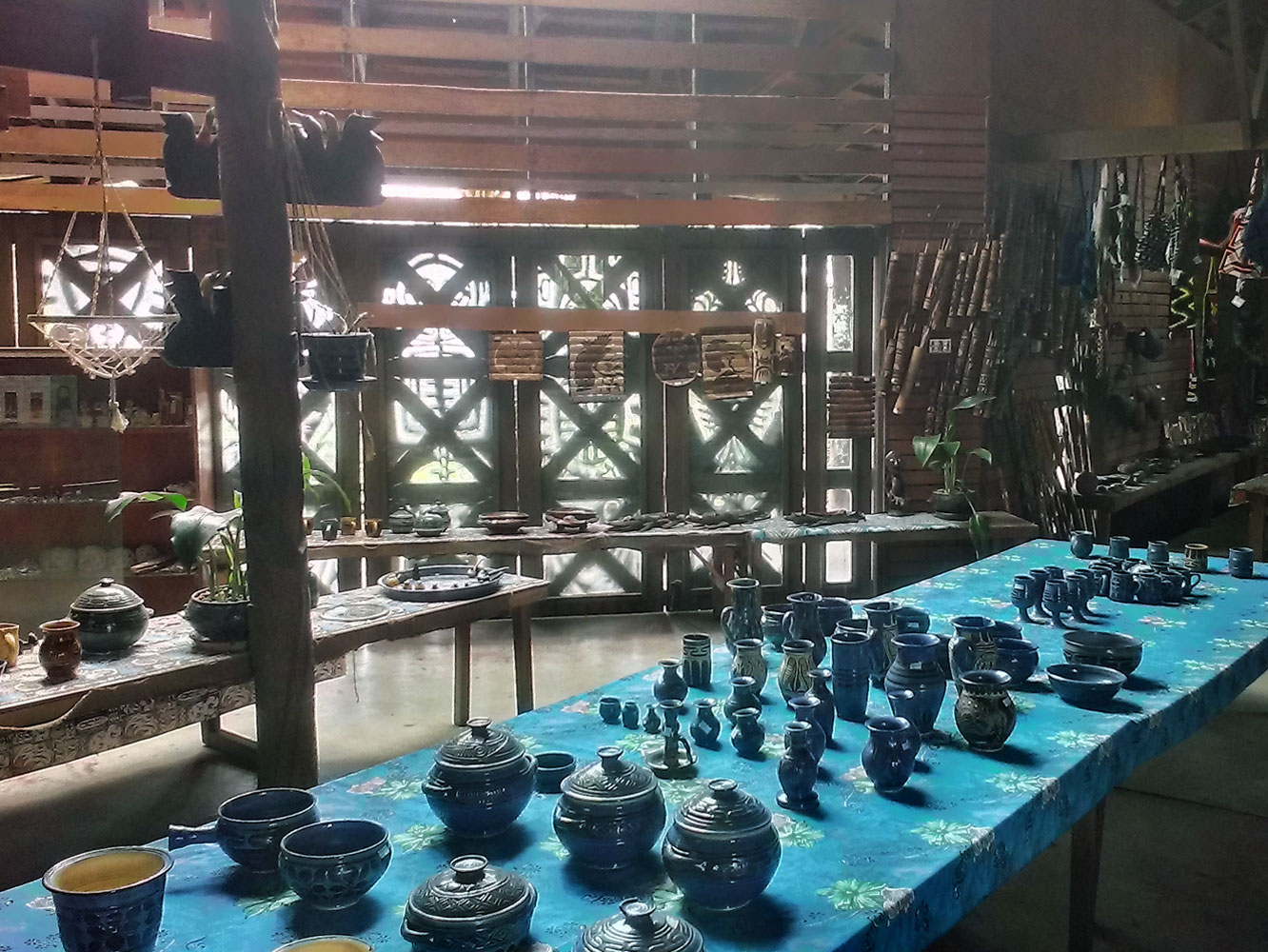
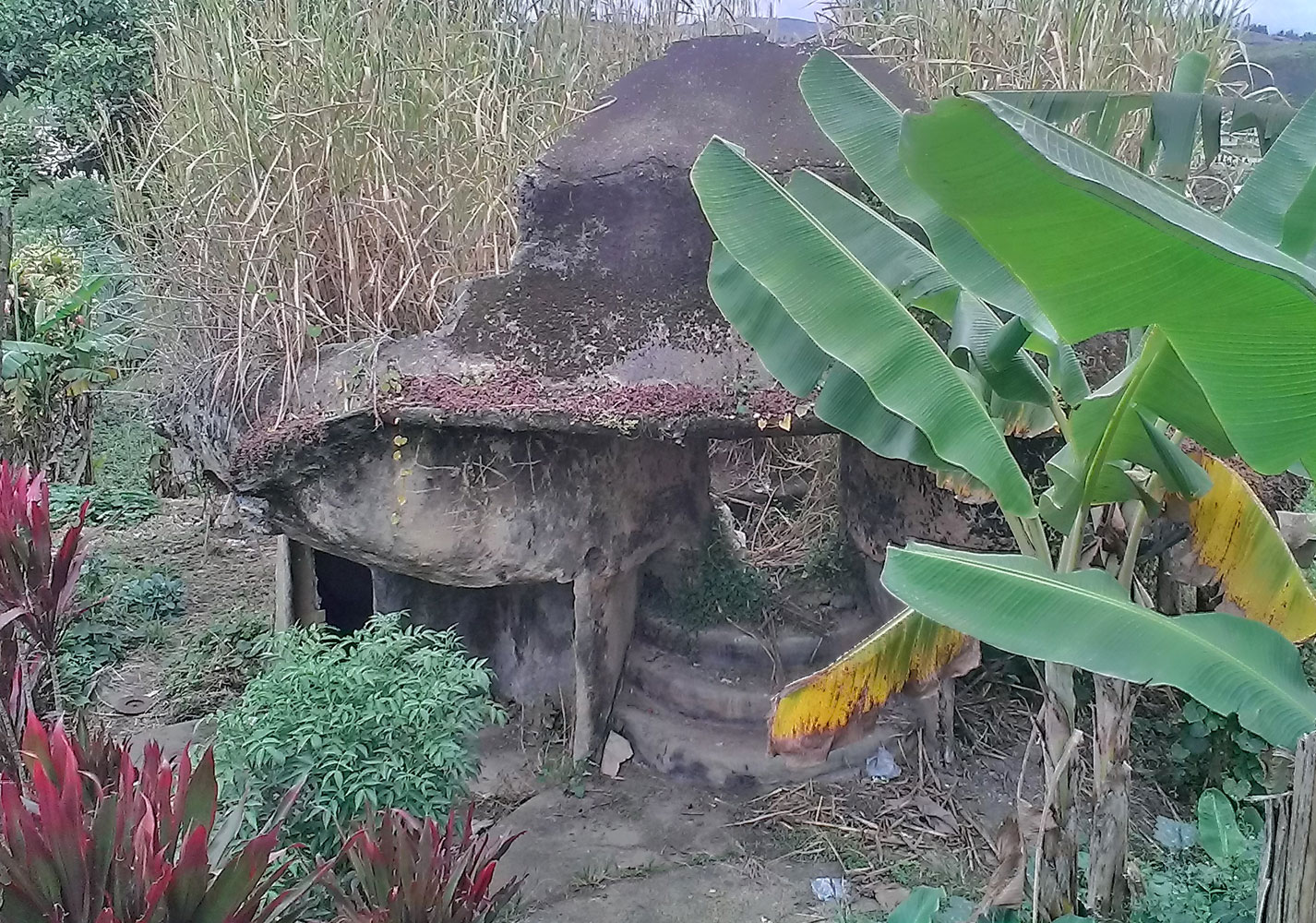
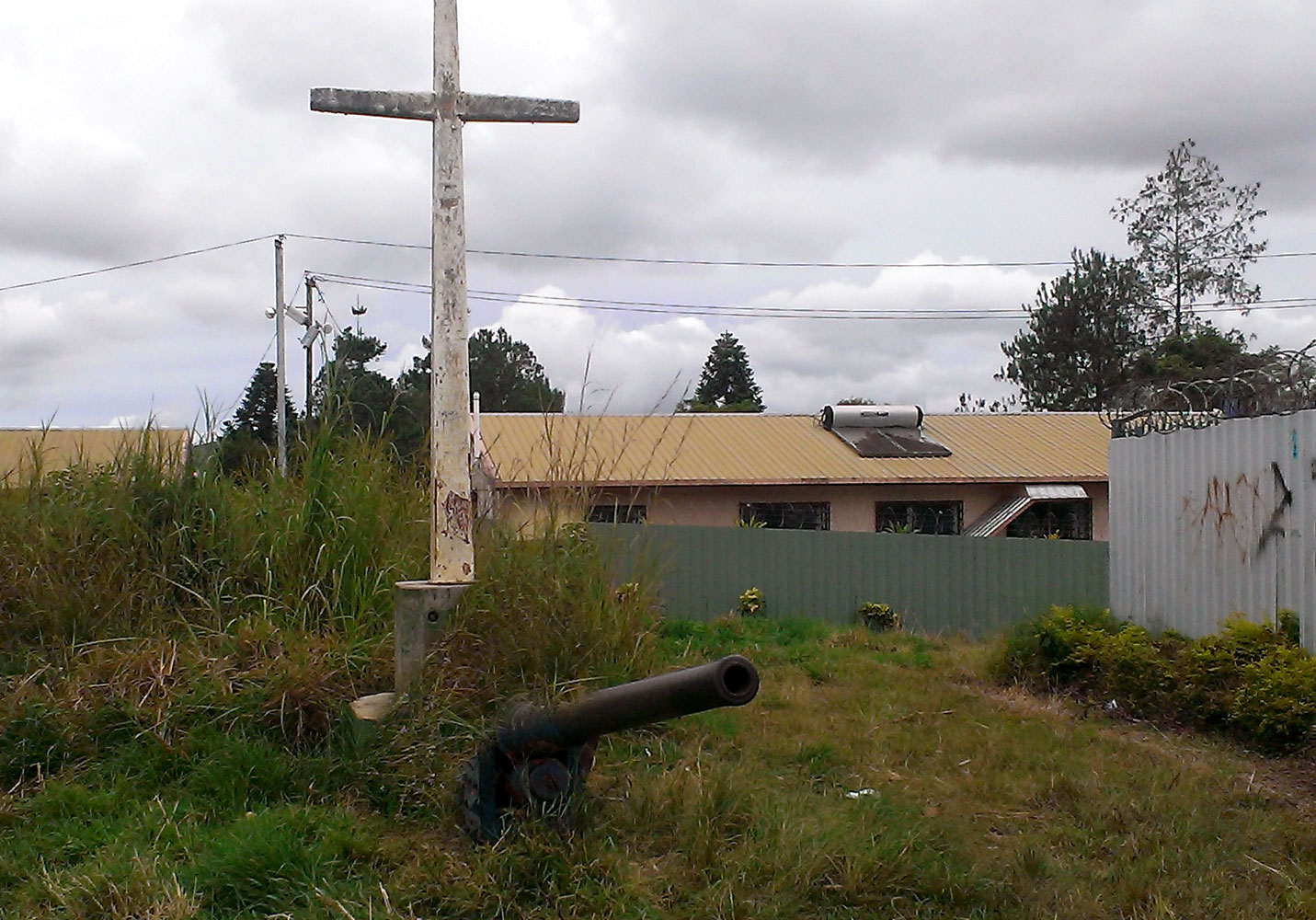